# Davud Pasza
Davud Pasha także jako: Daud Pasha (ur. ?, zm. 20 października 1498 w Didimoticho) generał i wielki wezyr Imperium Osmańskiego w latach 1482-1497, z pochodzenia Albańczyk.

## Życiorys
Pochodził z albańskiej rodziny chrześcijańskiej. Poprzez system devşirme został wcielony do armii osmańskiej i przeszedł na islam. W latach 1468-1470 sprawował urząd sandżakbeja Çirmen.
W 1473 pojawił się jako bejlerbej w elajecie anatolijskim i jeden z dowódców armii osmańskiej w zwycięskiej bitwie pod Otlukbeli. W 1478 dowodził oddziałami osmańskimi, które skierowano do Albanii by zajęły ostatnie punkty oporu państwa stworzonego przez Skanderbega. Oddziały Davuda Pashy wkroczyły do Kruji, dawnej stolicy Skanderbega. W 1479 objął stanowisko sandżakbeja w sandżaku bośniackim. Pod jego dowództwem znalazły się oddziały jazdy (akıncılar), które pustoszyły ziemie węgierskie.
W 1482 objął urząd wielkiego wezyra, a pięć lat później poprowadził armię osmańską przeciwko Mamelukom. Jego plan wyprawy anulował sułtan Bajazyd II nakazując Davudowi zaatakować plemiona Turgutlu i Varsak, które ponownie uznały zwierzchność sułtana.
Zasługą Davuda Pashy była także modernizacja Stambułu. W latach 80. w rejonie Forum Arcadii powstał nowy meczet z medresą, a także studnia publiczna, szpital i kuchnia dla ubogich. Tę część stolicy nazywano potem Davutpaşa. W okresie jego rządów wzniesiono także bedestan w Bitoli, łaźnie w Skopje i rozbudowano dzielnice handlowe w Skopje i w Bursie. Łaźnia skopijska z czasów Davuda Pashy służy dziś jako galeria sztuki.